# 粵語白話文
粵語白話文（簡稱粵白或粵文）是一種符合粵語語法、詞彙、句式，混用傳統漢字和粵語漢字行文的粵語書寫系統。
这种白话文常在香港被称为“口语”，用于非正式书写（民间、社交媒体）；而正式书写（法律、学校作文、告示牌、严肃新闻报道）用的官话白话文被称为“书面语”，尽管这种称呼不太符合一般对“口语”（spoken language）和“书面语”（written language）的定义，但在教育界等领域被广泛使用。

## 概述
1919年五四運動之後，北方漢語白話文運動取得成功，以符合官話口語詞彙、語法的現代漢語白話文逐漸取代了與口語脫離的文言文。與此同時，中國各地語言都相繼出現了各自的中文書面語。但政府強制推廣基於官話制定的官方標準語（「國語」或「普通話」）及相應的現代漢語白話文，令各地方語言的口語書面化運動無疾而終。在英屬香港、葡屬澳門和以粵語人群為主的海外華人社區，語言沒有受到限制。粵語在相對自由寬鬆的環境中發展，符合粵語口語詞彙、語法的粵語白話文也得以延續並在民間廣泛使用。
粵文使用傳統漢字和民間專門為書寫粵語而創制的粵語漢字書寫。經過長期發展，粵語行文已經趨於成熟，粵語成文一般情況沒有什麼問題。對於粵語使用者而言，粵文達意優於現代漢語白話文，因為後者與粵語詞彙、文法脫離，表達某些意境或精確紀錄粵語原話的時候會造成某些失真。粵文在廣東人、廣西人、澳門人及香港人，特別是在香港為主的網絡論壇、即時通訊中相當流行。

## 歷史
在20世紀以前，中國的標準書面語是文言文，語法和詞彙的根據是上古漢語。這種書寫形式維持了二千多年，和實際口語的差別愈來愈大。從十七世紀開始，明朝的小說開始有出現以當時的口語直接入文，部份如《水滸傳》更應用了地方方言，可說是白話文的先聲。20世紀初，中國改革人士如胡適看到有必要改革中文，因此開始了白話文運動，以達到文字和口語一致。北方官話有大量使用者，獲選作新的漢語白話文，但以官話為標準的白話文和粵語差距頗大，無論文法、字義、常用詞語和諺語皆有出入，故此在廣東、廣西等地出現了以粵語口語直接入文的粵語白話文。一些在官話白話文中沒有的字詞，又或者已遺忘的古字，往往需要假借同音或近音的字，甚至創造新字。
粵語白話文在明末開始出現，最早出現的是《花箋記》等來自佛教變文說故事傳統的木魚書。後來清朝出現了在渡口、大街或酒樓等公眾場所演唱的龍舟歌，在順德、廣州、佛山等地流行。清嘉慶年間，文人馮詢結合了木魚、龍舟、蜑家歌、咸水歌等等而創作粵謳，道光年間招子庸將之發揚光大，並結集出版，令粵語白話文的文學水平大大提高。之後清末民初的香迷子、黃魯逸、廖鳳舒等等都有創作粵謳。唱誦粵謳的往往是盲眼的瞽師和妓女，在茶樓、妓院等地表演，除了在文人騷客中流行，亦受大眾喜愛。粵謳在香港也盛行，後來成為港督的金文泰在1904年曾經將招子庸的《粵謳》一書翻譯成英文，令外國人首次接觸到粵語文學。木魚、龍舟和粵謳影響了後來南音和粵劇的傳統。到了二十世紀初，粵劇開始流行，粵劇的劇本成為粵語白話文最重要的載體。
1949年前，粵語白話文在廣東、廣西和海外粵僑的之間已經非常盛行，但中國大陸自中华人民共和国成立以後，普通話成為全國標準語言並逐漸推廣全國，故此粵語白話文並沒有得到重視，但直至今日仍然有不少粵語人使用。廣東的《南方都市報》有專門使用簡體粵語白話文的版面，廣州市部分報刊也有少量摻雜粵語白話文的文章。

### 在香港的發展
香港長期以來作為英國的殖民地，完全不受中華民國政府和中華人民共和國政府透過強制限制地方語言來實現推廣國語或普通話的僵硬語言政策影響。英屬香港政府的語言政策非常寬鬆，對粵語基本上不加約束，任其自由發展。民衆在日常生活以及學校裡甚至在政府行政機構、法院都以使用粵語為多，新聞傳媒和廣播電視也以粵語為主。絕大多數香港市民都不懂中國官話。在這樣一種社會背景下，粵語白話文作為一種民間流行的非正式的書寫文體得以不斷發展並流傳至今。香港政府雖然以現代漢語白話文為官方默認的中文書寫語言，但在某些工作場合也需要用粵文來精確紀錄粵語口語，例如警察紀錄口述供詞等情況。1950年代起，有少量流行曲的歌詞以粵語白話文創作，但1949年後有大量從華北及江浙等地湧入的難民，國語流行曲成為主流。至1970年代，粵語流行曲逐漸取代了國語流行曲的地位。粵語的電影和舞台劇亦非常盛行，劇本往往以粵文書寫。香港電影的字幕也多為粵語白話文；另外近年在香港上映的外語片中，有些開始轉回使用粵語白話文作字幕的情況。香港傳媒、報紙特別是壹傳媒的《壹週刊》、《蘋果日報》等會時常會在現代漢語白話文編排的報道行文中夾雜粵語白話文。一些報紙專門開設有粵文版面，如《大公報》的“港東港西”板塊，以粵文文章點評時事。
已故香港作家黃霑有很多作品均以粵語白話文寫作而成，如散文集《不文集》、小說《香港仔手記》及歌詞《問我》等。許冠傑的粵語流行曲中，有相當部分用粵語白話文填寫歌詞。已故香港作家及填詞家林振強曾經將徐志摩的現代漢語詩歌翻譯成粵語白話文。
香港本土運動興起後，粵語白話文被本土派視作香港本土的寫作方式，與源自普通話的書面語寫作對立。較著名的例子包括《學苑》於2017年末發起的“香港新文學運動”等。因此，粵語白話文運動曾受建制派批評，認為是港獨的一種表現。
近年亦有人嘗試以粵語白話文編寫雜誌，如迴響文學期刊。

## 規範
粵文屬於民間流行文體，未受任何官方機構的強制性規範約束。民間書寫粵語白話文時用字一般依從約定俗成慣例。因此，有人書寫時時常出現錯別字，或為求方便以同音字及英文（字母）代替。儘管如此，約定俗成的粵文規範仍然得到大多數人遵從，其基礎是木魚書、《粵謳》等粵語文學及粵劇劇本和早年的戲院介紹行文。
雖然香港及澳門都是以粵語教授中文，但書面語卻是以現代漢語（建基於漢語官話）為標準。學校不向學生教授粵語白話文，而且不論校內還是公開考試也皆不允許學生使用粵語白話文作答試題。
1980年代，香港的電視節目《每日一字》有幾集多次提出過粤语（以广州话为準）有很多講法其實很古雅。節目主持林佐瀚還到圖書館翻查這些字的正音、正寫，並於節目中給大家介紹。
雖然各地用字各有不同，如廣州粵語白話文用「嗯、噶、系、咯」，而香港用「唔、嗰／嘅／果、係、囉／咯」，但除新造字外，大多用字有根有據，當中有不少已遺忘古字，如「攰」（累、疲勞的意思）字就這樣得到重生（此字在《廣州音字典》中作「癐」）。從此，香港的語文工作者開始了新一輪的「正字正音運動」，並在多份報章中要求傳媒必須「寫正字、讀正音」。無綫電視、亞洲電視在2000年開始，已經專門調整新聞等節目的發音，在2006年亦推出節目《最緊要正字》，邀請大學學者和年輕主持講解錯別字和正字。
雖然以上行為的準確性有極大爭議，不過還是激起粵語使用者對粵語廣州話的讀音、用字的關注。